# Norbert Callens
Norbert Callens (Wakken, Dentergem, Flandes Occidental, 22 de junio de 1924 - Loppem, 12 de marzo de 2005) fue un ciclista belga que fue profesional entre 1945 y 1952, años durante los cuales consiguió 11 victorias.
El éxito deportivo más importante lo consiguió al Tour de Francia de 1949, donde ganó una etapa y se vistió de amarillo durante una etapa, pero una inoportuna caída lo obligó a abandonar.

## Palmarés
- 1945
  - 1.º en la Vuelta en Bélgica
  - 1.º en la Copa Marcel Vergeat
  - 1.º en la Mechelen-Leie
- 1947
  - 1.º en Desselgem
- 1948
  - 1.º en Kortrijk
  - 1.º en Harelbeke
- 1949
  - 1.º en el Circuito de las Ardenes flamencas - Ichtegem
  - Vencedor de una etapa al Tour de Francia
- 1950
  - Campeón de Bélgica de clubes
- 1951
  - Campeón de Bélgica de clubes
  - Campeón de Flandes Occidental

### Resultados al Tour de Francia
- 1947. Abandona (15.ª etapa)
- 1948. Abandona (9.ª etapa)
- 1949. Abandona (11.ª etapa). Vencedor de una etapa y maillot amarillo durante una etapa